# Narodna stranka (Republika Srpska)
Narodna stranka (NS) je politička stranka osnovana je 25. oktobra 2017. godine u Banjoj Luci, u Republici Srpskoj, odnosno Bosni i Hercegovini. Njena politika je predstavljena dokumentom "Načela narodne politike". Predsjednik Narodne stranke bio je Ognjen Tadić, dotadašnji član SDS-a, koji je u vrijeme izbora na čelo stranke bio predsjedavajući Doma naroda Parlamentarne skupštine Bosne i Hercegovine. Narodna stranka se 2018. godine ujedinila sa Demokratskim narodnim savezom i tim činom prestala da postoji kao samostalna politička organizacija 

## Načela narodne politike
Načela predstavljala su temeljni programski dokument Narodne stranke. Dokument čini devet poglavlja: 1) Narod Republike Srpske; 2) Republika naroda; 3) Volja naroda; 4) Vršenje narodnih poslova; 5) Blagostanje naroda; 6) Napredak naroda; 7) Privreda naroda; 8) Zašitita naroda; 9) Narodna stranka. Načelima se utvrđuju osnovne vrijednosti i interesi politike Narodne stranke.

## Rukovodstvo Narodne stranke
Rukovodstvo Narodne stranke, uz predsjednika NS Ognjena Tadića, činili su bivši visoki funkcioneri Srpske demokratske stranke (SDS). Potpredsjednica NS bila je dr Gordana Lazić (bivša predsjednica Aktiva žena SDS-a), potpredsjednik NS bio je Ljubo Ninković (bivši potpredsjednik SDS-a), organizacioni direktor NS bio je Vladislav Babić (bivši generalni sekretar SDS-a), programski direktor NS bio je prof. dr Aleksandar Savanović (bivši direktor Političke akademije SDS-a), poslovni direktor NS bio je Siniša Vidović (bivši član Glavnog odbora SDS-a), sekretar za međunarodnu saradnju NS bio je prof. dr Jovo Ateljević (bivši predsjednik Socijalno-ekonomskog savjeta SDS-a), a sekretar za međustranačku saradnju NS bio je prof. dr Krstan Borojević (bivši član Glavnog odbora SDS-a).

## Povezano
- Ognjen Tadić